# Asten
Asten (phát âmⓘ) là một đô thị ở phía nam Hà Lan.
Đây là nơi có xưởng đúc chuông Eijsbouts Hoàng gia và cũng là một bảo tàng chuông chùm.

## Các trung tâm dân số
- Asten
- Heusden
- Ommel

## Người từ Asten
- Nance sinh ra ở đây.
- Vivian Jansen - xếp thứ 5 cuộc thi Miss Universe năm 1992.